# Конець (Кічменгсько-Городецький район)
Коне́ць (рос. Конец) — присілок у складі Кічменгсько-Городецького району Вологодської області, Росія. Входить до складу Єнангського сільського поселення.

## Населення
Населення — 11 осіб (2010; 24 у 2002).
Національний склад (станом на 2002 рік):
- росіяни — 92 %